# Попов Валерій Борисович
Валерій Борисович Попов (рос. Валерий Борисович Попов; нар. 23 червня 1963) — радянський та російський футболіст, нападник, футбольний тренер. Зіграв понад 600 матчів за таганрозьке «Торпедо», рекордсмен клубу за кількістю проведених поєдинків та забитих м'ячів.

## Життєпис
Розпочав виступати на дорослому рівні в 1980 році в складі таганрозького «Торпедо» у другій лізі. Після семи сезонів в Таганрозі, перейшов в 1987 році в «Зорю» (Ворошиловград). Дебютував за ворошиловградський клуб 4 квітня 1987 року в нічийному (1:1) домашньому поєдинку Першої ліги проти московського «Локомотива». Валерій вийшов на поле в стартовому складі, а на 66-й хвилині його замінив Валерій Черніков. Дебютним голом у складі «Зорі» відзначився 23 травня 1985 року на 25-й хвилині переможного (4:0) домашнього поєдинку 14-о туру Першої ліги проти волгоградського «Ротора». Попов вийшов на поле в стартовому складі, а на 61-й хвилині його замінив Сергій Юран. За півтора року зіграв 39 матчів (3 голи) у першій лізі, ще 1 поєдинок провів у кубку СРСР. В ході сезону 1988 року повернувся до Таганрогу, де виступав до кінця кар'єри — до 2000 року грав у професіональних змаганнях, потім клуб втратив професіональнийний статус і виступав у змаганнях ЛФЛ.
Всього за 20 сезонів на професіональному рівні зіграв за таганрозьке «Торпедо» 609 матчів і забив 140 м'ячів (з урахуванням аматорських змагань — понад 650 матчів та 150 голів). Рекордсмен команди за кількістю зіграних матчів та забитих м'ячів.
У 2003-2004 роках — граючий головний тренер «Торпедо». У 2009-2015 роках працював в клубі «Таганрог» на адміністративних посадах.

## Особисте життя
Син Ігор (нар. 1985) теж футболіст, грав на аматорському рівні за таганрозькі команди.